# West Coast Pro Basketball League
West Coast Professional Basketball League – amerykańska profesjonalna liga koszykówki zrzeszająca zespoły z Zachodniego Wybrzeża Stanów Zjednoczonych, jej rozgrywki odbywają się wiosną. Liga funkcjonuje nieregularnie.

## Zespoły

### Ostatni aktywny sezon
- Long Beach Rockets
- Hollywood Beach Dawgs
- Santa Monica Jump
- West LA Advantage
- Nationwide All-Stars
- Central Coast Surf
- Santa Barbara Breakers
- High Desert Spartans

### Lista wszystkich zespołów
| - Santa Barbara Breakers (od 2007) - Carlsbad Beach Dawgs (2008) - High Desert Rattlers (2008) - Hollywood Shooting Stars/Hollywood Jammers (2008–2009) - Orange County Gladiators (2008–2009) - Pasadena Slam (2008–2009) - Newport Beach Surf (od 2008) - Ventura County Jets (od 2008) - Beijing Aoshen Olympians (2009–2010) - Long Beach Lights Out (2010) - Los Angeles Buzz (2010) - Marina Del Rey Advantage (od 2010) - Hollywood Aztecs (od 2011) - Los Angeles Loop (od 2011) - Nationawide All-Stars (od 2011) - Venice Beach Ninjas (od 2011) |

## Mistrzowie ligi
- 2008 – Santa Barbara Breakers

## Nagrody i wyróżnienia
| MVP sezonu - 2008 – Josh Merrill (Santa Barbara Breakers) - 2012 – Arnette Hollis (Santa Barbara Breakers) | MVP play-off - 2008 – Josh Merrill (Santa Barbara Breakers) - 2012 – Tim Taylor (SB Breakers) | Obrońca Roku - 2008 – Rashid Byrd (Santa Barbara Breakers) - 2012 – Greg Somogyi (Santa Barbara Breakers) |

| Najlepszy Rezerwowy Sezonu - 2008 – Ryan Read (Carlsbad Beach Dawgs) - 2012 – Ronald Houston (SM Jump) | Największy Postęp - 2008 – Jermaine Small (Ventura Jets) - 2012 – Greg Plater (HW BEACHDAWGS | Debiutant Roku - 2008 – Frank Robinson (Carlsbad Beach Dawgs) - 2012 – Taquan Brown (SM Jump) |

| Trener Roku 2008 - Ron Meikle (Carlsbad Beach Dawgs) - Patrick Davis (Ventura Jets) 2012 - Mike Ratliff (HW Beach Dawgs) Trener Roku Play-Off - 2012 – Curt Pickering (SB Beach Dawgs) | Menedżer Roku 2008 - Rob Robinson (Pasadena Slam) - Andre Cobb (High Desert Rattlers) 2012 - Greg Gioiosa (SM Jump) | Sportsmanship Award - 2008 – Mike Garrett (High Desert Rattlers) - 2012 – Gil Llewellyn (LA Advantage) Najlepszy Rezerwowy Play-Off - Stan Fletcher (SB Breakers) |

| Best Media Interviewer Award 2008 - Isaiah Orange (Newport Beach Surf) - Joe Frazier (Hollywood Shooting Stars) - Tim Taylor (Santa Barbara Breakers) 2012 - David Vik (LA Advantage) - Greg Plater (HW Beach Dawgs) - Taron Williams (LA Advantage) - Tim Taylor (SB Breakers) - Keith Closs (SB Breakers) - Franklin Sessions (SM Jump) - Stan Fletcher (SB Breakers) - Ron Johnson (NW Allstars) - Darwin Carter (LA Advantage) - Gil Llewellyn (LA Advantage) | Community Relations Award 2008 - Johnnie Parker (Hollywood Shootin Stars) - Mark Peters (Santa Barbara Breakers) - Jermaine Small (Ventura Jets) - Shantay Legans (Santa Barbara Breakers) - Allan Purnell (Santa Barbara Breakers) 2012 - David Vik (LA Advantage) - Tim Taylor (SB Breakers) - Kenny Wright (LA Advantage) - Jamar Cramer (LA Advantage) - Gil Llewellyn (LA Advantage) - Jerry Dupree (SB Breakers) - Ron Johnson (NW Allstars) - Kevin Lewis (NW Allstars) - Johnny Miller (LA Advantage) |

### All-Teams
| WCBL 1st Team 2008 - Josh Merril (Santa Barbara Breaker) MVP - Mike Garrett (High Desert Rattlers) - Frank Robinson (Carlsbad Beach Dawgs) - Tyler Newton (Santa Barbara Breakers) - Jermaine Small (Ventura Jets) - Rashid Byrd (Santa Barbara Breakers) | WCBL 2nd Team 2008 - Robin Kennedy (Orange County Gladiators) - Tim Taylor (Santa Barbara Breakers) - Dante Lincoln (Ventura Jets) - Tony Farmer (Pasadena Slam) - Armand Thomas (Newport Beach Surf) |  |

| WCBL All-Play-off Team 2012 - Greg Somogyi (SB Breakers) - David Vik (LA Advantage) - D’Andre Bell (SM Jump) - Taquan Brown (SM Jump) - Chris Reaves (SB Breakers) All-Rookie Team 2008 - Frank Robinson (Carlsbad Beach Dawgs) - Jayme Miller (Carlsbad Beach Dawgs) - G-Elijah Muldrow (Ventura Jets) - Jonathon Heard (Carlsbad Beach Dawgs) - Ryan Read (Carlsbad Beach Dawgs) 2012 - Greg Somogyi (SB Breakers) - Johnny Miller (LA Advantage) - Anthony Johnson (HW Beach Dawgs) - Eugene Phelps (HW Beach Dawgs) - Franklin Sessions (SM Jump) | All-Defensive Team 2008 - Roosevelt Bolden (Ventura Jets) - Dante Lincoln (Ventura Jets) - Tony Farmer (Pasadena Slam) - Frank Robinson (Carlsbad Beach Dawgs) - Allan Purnell (Santa Barbara Breakers) - Jonathon Heard (Carlsbad Beach Dawgs) - Mark Peters (Santa Barbara Breakers) - Joe Frazier (Hollywood Shooting Stars) - Robin Kennedy (Pasadena Slam) - Mike Garrett (High Desert Rattlers) - Rashid Byrd (Santa Barbara Breakers) 2012 - Ricky Boyles (SM Jump) - Stan Fletcher (SB Breakers) - Zeon Grey (NW Allstars) - Eugene Phelps (HW Beach Dawgs) - C.J. Johnson (LB Rockets) |